# L'Affranchi
Pour l’article homonyme, voir L'Affranchi (album).
L'Affranchi (en italien, Nel gorgo del peccato) est un film dramatique germano-italien réalise par Vittorio Cottafavi, sorti en 1954.

## Fiche technique
- Titre : L'Affranchi
- Titre original : Nel gorgo del peccato
- Réalisation : Vittorio Cottafavi
- Scénario : Oreste Biancoli
- Photographie : Augusto Tiezzi
- Montage : Jolanda Benvenuti
- Musique : Marcello Abbado et Friedrich Meyer
- Direction artistique : Ottavio Scotti
- Producteur :
- Société de production : Itala Film
- Pays d'origine :  Italie /  Allemagne de l'Ouest
- Genre : Film dramatique
- Durée : 86 ou 92 minutes selon les versions
- Dates de sortie : 
  - Italie : 24 juillet 1954 (Saint-Marin) / 30 octobre 1954 (Crémone)
  - Allemagne de l'Ouest : 22 décembre 1954
  - Italie : 19 juillet 1955

## Distribution
- Fausto Tozzi : Alberto Valli, un homme qui a fait partie de la pègre de Little Italy pendant dix ans et qui décide de repartir à zéro en logeant chez sa mère
- Elisa Cegani : Margherita Valli, une couturière à domicile, la mère veuve d'Alberto et de Gino
- Margot Hielscher : Germaine, la maîtresse d'Alberto, habituée au luxe
- Franco Fabrizi : Filippo, un ancien complice d'Alberto et ancien amant de Germaine, qu'il essaie de reconquérir
- Guido Martufi : Gino Valli, le petit frère débrouillard d'Alberto, qui souffre d'une forme de paralysie
- Carlo Mariotti : le commissaire de police
- Giulio Calì : le propriétaire